# Grande Prêmio da Grã-Bretanha de 1989
Resultados do Grande Prêmio da Grã-Bretanha de Fórmula 1 realizado em Silverstone em 16 de julho de 1989. Oitava etapa do campeonato, foi vencido pelo francês Alain Prost, da McLaren-Honda, com Nigel Mansell em segundo pela Ferrari e Alessandro Nannini em terceiro pela Benetton-Ford.

## Resumo

### Gerhard Berger na McLaren
Quando anunciou o fim de seu longevo contrato com a McLaren (sete anos em duas passagens) Alain Prost não disse qual seria o seu destino, mas o comunicado da Ferrari anunciando a saída de Gerhard Berger no final do ano, reforçou a impressão de que esses pilotos trocarão de equipe em 1990, sobretudo porque Ron Dennis confirmou a contratação do austríaco na quinta-feira em Silverstone sob as bençãos de Osamu Gotu, diretor da Honda, e declarações amistosas de Ayrton Senna, embora o brasileiro estivesse duelando com Prost através da imprensa: "Vejo o Alain como uma criança que chora o tempo inteiro. Imaginem se tivesse acontecido com ele o que me aconteceu nas três últimas corridas", declarou o vice-líder do campeonato ao lembrar os infortúnios que o deixaram sem pontuar nos Estados Unidos, Canadá e França. Dias antes, Alain Prost foi irônico em relação ao seu "inimigo de equipe" numa entrevista ao jornal italiano Il Messaggero onde expôs sua versão a respeito do ambiente na McLaren, repisando a acusação de que os técnicos da Honda favorecem Ayrton Senna. "De qualquer maneira, meu objetivo é seguir firme até o fim. Uma luta de um contra todos? Pode ser", disparou o francês de maneira resoluta.
Com a mais vistosa negociação no mercado de pilotos praticamente concluída, restou à imprensa mencionar o retorno de Derek Warwick à Arrows enquanto a Larrousse (embora não descartasse a contratação de Michele Alboreto ainda em 1989) manteve Eric Bernard para a etapa britânica.

### Senna: campeão vulnerável
Embora tenha feito um diagnóstico acurado de seu desempenho, Ayrton Senna encontra-se no pior momento possível, afinal, se as falas mecânicas são inevitáveis, o peso de seus erros aumenta em um cenário adverso, vide o fiasco no Grande Prêmio do Brasil, gênese da vantagem de onze pontos em favor de Alain Prost, ladino a ponto de reverberar seus queixumes à imprensa desestabilizando um rival declarado. Para reverter esse quadro, o brasileiro deve atingir dois objetivos a curto prazo a fim de reequilibrar a disputa: vencer Prost num confronto direto e triunfar numa corrida onde o francês não pontue, entretanto a regularidade do mesmo torna difícil uma mudança brusca na tabela de classificação, afinal o Canadá foi a única etapa onde Prost zerou e nela Senna também ficou pelo caminho. Segundo o regulamento, Ayrton Senna tem apenas um resultado a descartar enquanto Alain Prost não estará sujeito a essa obrigação até que a mesma seja irrelevante para ele, dados os riscos que seu adversário deverá assumir para superá-lo. Em 1988, o francês chegou ao Grande Prêmio da Grã-Bretanha na liderança do campeonato com 54 pontos e quatro vitórias, enquanto Ayrton Senna era o vice-líder com 39 pontos e três vitórias, restando ao piloto brasileiro desejar que sua capacidade de reação seja a mesma do ano anterior.
Quando os carros da McLaren foram à pista na sexta-feira, Ayrton Senna fez o melhor tempo, contudo o esperado embate contra Alain Prost não aconteceu, pois a Ferrari colocou Nigel Mansell e Gerhard Berger atrás do brasileiro, com a Williams de Riccardo Patrese fechando a segunda fila. Quinto colocado, Alain Prost alegou problemas com a nova caixa de câmbio da McLaren e por isso terminou à frente da March de Maurício Gugelmin. No dia seguinte, a melhor posição do grid ficou com Senna, um décimo de segundo mais rápido em relação a Prost, com Mansell e Berger vindo a seguir, num desempenho honroso do Cavallino Rampante, cabendo a Patrese e Gugelmin as vagas na fila seguinte.
Ter dois campeões mundiais lutando dentro da mesma equipe por cada átimo de segundo como inimigos figadais, foi um deleite para o público, mas a exibição de tanto requinte, arrojo e velocidade escondeu a tensão reinante na McLaren por conta das reclamações de Ayrton Senna: "Ron mandou instalar no carro de Prost o tanque de óleo que equipava o meu McLaren na sexta-feira. E colocaram no meu carro o tanque que apresentou problemas nos treinos", disse o brasileiro à imprensa enquanto descrevia como foram os seus treinos antes de descobrir qual embaraço o afligia. Vital para a lubrificação do motor e para o funcionamento do novo câmbio, o tanque "defeituoso" deixou o brasileiro parado nos boxes até os dez minutos finais do treino oficial de sábado antes de garantir mais uma pole position ao sair para a pista nos dez minutos finais da sessão.

### Título mundial que não virá
Apesar de uma excelente sexta posição no grid, Maurício Gugelmin foi obrigado a largar dos boxes, pois sua March perdeu toda a água do radiador porque o tubo alimentador foi mal fixado. Na hora da largada, o carro de Ayrton Senna "patinou" e ele ficou exposto a um avanço momentâneo de Alain Prost, algo repelido ainda nos metros iniciais da corrida, tendo a Ferrari de Nigel Mansell em terceiro lugar. Vítima de uma quebra no câmbio da Coloni, Roberto Moreno parou após três voltas e no giro seguinte, o austríaco Gerhard Berger caiu do quarto para o último lugar ao notar um problema semelhante em sua Ferrari e ir para os boxes, deixando que as Williams de Thierry Boutsen e Riccardo Patrese o superassem, assim como a Benetton de Alessandro Nanini, que completava a zona de pontuação naquele instante.
Tais posições permaneceram inalteradas até a abertura da décima segunda volta, quando a McLaren de Ayrton Senna rodou a 230 km/h na curva Becketts e atolou na caixa de brita, entregando a liderança a Alain Prost. Incrédulo, o brasileiro contemplava o carro inerte e demorou pelo menos meia hora antes de retornar aos boxes. "Quatro ou cinco voltas antes de sair da pista, eu já tinha tido dificuldades naquela mesma curva Becketts. Naquela volta, quando tentei fazer a redução para terceira marcha, não consegui. Entrei na curva em ponto morto e não consegui segurar o carro", declarou Senna à imprensa após burilar sua decepção. Por outro lado, o infortúnio do brasileiro permitiu que seu compatriota, Nelson Piquet, alcançasse o sexto lugar com a Lotus, subindo um degrau na volta dezenove quando Riccardo Patrese saiu da pista e bateu na aproximação à curva Club. Experiente, o tricampeão aproveitou o bom rendimento de seu carro nas curvas de alta para distanciar-se dos rivais, tomando o cuidado para atenuar o desgaste dos pneus. À sua frente, um pit stop da Benetton de Alessandro Nanini rendeu o quarto lugar a Piquet, favorecido com a terceira posição quando a Williams de Thierry Boutsen reduziu o ritmo e foi ultrapassado na curva de Luffield graças a um pneu furado.
Antes que os retardatários surgissem à sua frente, Nigel Mansell esteve a cinco segundos de Alain Prost, o líder da contenda. Tal margem variou conforme a prova seguia, dando ao público britânico o ânimo para torcer por outra vitória do "leão", mas na volta quarenta e três susto e frustração abateram-se sobre Silverstone quando Mansell chegou aos boxes da Ferrari de modo abrupto, com o pneu dianteiro direito rasgado após furar. Antes disso, estava a nove segundos de Prost, mas a parada compulsória estendeu a vantagem do francês para cinquenta e cinco segundos, embora o piloto da Casa de Maranello tenha regressado ao combate sem perder o segundo lugar. Na volta quarenta e oito foi a vez de Prost fazer seu pit stop, o qual demorou mais do que o esperado por causa de uma má fixação na roda traseira direita, mas felizmente o problema foi corrigido a tempo.
Com treze segundos de vantagem, Alain Prost viu-se obrigado a acelerar, pois Nigel Mansell forçou o ritmo a ponto de marcar a volta mais rápida da prova na quinquagésima sétima passagem, mas nada que impedisse mais uma vitória de Alain Prost, enquanto Nigel Mansell terminou em segundo lugar a quase vinte segundos do vencedor. Já a última vaga no pódio coube a Alessandro Nanini, cujo motor mais potente e os pneus menos gastos de sua Benetton deixaram a Lotus de Nelson Piquet na quarta posição. "O carro é muito eficiente nas curvas velozes, mas quando você freia para as de baixa, a retomada de aceleração é catastrófica. O motor é muito ruim, não tem torque", disse Piquet ao comentar seu desempenho, sendo que o tricampeão correu sem parar nos boxes. Mais feliz, no entanto, estava a Minardi, cujo quinto lugar de Pierluigi Martini e o sexto de Luis Pérez-Sala (no único ponto na carreira do espanhol) livraram o time fundado por Giancarlo Minardi de submeter-se à lâmina da pré-classificação já a partir do Grande Prêmio da Alemanha de 1989.
A primeira metade do campeonato termina com Alain Prost na liderança, somando 47 pontos, enquanto Ayrton Senna tem apenas 27. Trata-se da maior diferença entre ambos desde o ingresso do brasileiro à McLaren, líder inquestionável do mundial de construtores, com 74 pontos. No tocante ao mundial de pilotos, Senna atingiu a constrangedora marca de cinco corridas sem pontuar, quatro das quais de forma consecutiva. Diante de um retrato tão cruel da realidade, até mesmo fora das pistas os rivais o acossam: Alain Prost, por exemplo, atribuiu o abandono de seu adversário não a uma quebra de câmbio, e sim ao "nervosismo" de Ayrton Senna. Questionado a respeito de sua alegria ao perceber a quebra de seu companheiro de equipe, o francês confessou tal sentimento: "Não vou mentir. Vocês sabem que sempre digo a verdade e o que sinto".
Sabendo que a matemática o favorece e o título mundial de 1989 está ao seu alcance, Alain Prost sentiu-se à vontade para incensar Nigel Mansell. "Estou obviamente feliz com a minha vantagem no campeonato, mas não quero falar em título agora, pois temos muitas corridas pela frente e a ameaça da veloz Ferrari de Mansell". Percebendo a intenção de Prost, o britânico respondeu à altura: "E eu estou muito contente com a ida de Alain para a Ferrari, pois é o único piloto com quem posso aprender mais alguma coisa", respondeu o "leão" apregoando (ou antevendo) a contratação de seu colega de profissão pela Ferrari em 1990, situação não concretizada naquele instante. Para definir seu futuro, Alain Prost prefere sacramentar o seu título e valorizar seu passe antes de escolher a Williams ou unir-se à Casa de Maranello. Quem basear suas análises na frieza dos números dificilmente negará a derrota de Senna em relação ao mundial de 1989, realidade que fomenta comentários como "Prost não confessa, mas acha que o campeonato está ganho".

### Alain Prost tricampeão
"Senti um alívio quando o Ayrton Senna saiu da prova", disse Alain Prost ao comentar o momento decisivo da etapa britânica e suas implicações em relação ao campeonato. Empatado em vitórias com o seu maior rival, o francês tem uma vantagem na pontuação que só mudará caso cometa uma série de erros ou sofra quebras mecânicas. Contudo, desde a chegada de Senna à McLaren, o equipamento de Prost falhou apenas duas vezes: no Grande Prêmio da Itália de 1988 (vencido pela Ferrari de Gerhard Berger) e no Grande Prêmio do Canadá de 1989 (vencido pela Williams de Thierry Boutsen). Nas provas em questão, frise-se, Ayrton Senna também ficou pelo caminho e não marcou pontos.
Na disputa do título, cada piloto só pode somar os onze melhores resultados. Essa foi a quinta prova de Senna sem pontuar e a partir da Alemanha, o atual campeão terá que vencer sete das oito provas restantes para não deixar o francês ampliar a diferença. Em teoria, algo possível, na prática, um feito raríssimo, pois aconteceu somente uma vez ao longo de 476 corridas de Fórmula 1 disputadas em 39 anos, quando Alberto Ascari emendou sete vitórias consecutivas pela Ferrari entre o Grande Prêmio da Bélgica de 1952 e o Grande Prêmio da Argentina de 1953. Vinte pontos de desvantagem são uma diferença inédita para a Fórmula 1 desde que Alain Prost a impôs sobre Michele Alboreto nas provas finais de 1985, quando o italiano defendia o time do comendador Enzo Ferrari e, embora não figure na galeria das "diferenças pantagruélicas", é a maior margem entre Prost e Senna desde a formação da dupla como defensores da McLaren. Sob essa perspectiva, enfrentar um rival de talento equivalente e com o mesmo equipamento à sua disposição, agrava a situação de Ayrton Senna, deixando Alain Prost às vésperas de ingressar no clube dos tricampeões, onde já estão Jack Brabham, Jackie Stewart, Niki Lauda e Nelson Piquet.

## Classificação

### Pré-qualificação
| Pos. | Nº | Piloto                | Construtor      | Tempo    | Diferença |
| ---- | -- | --------------------- | --------------- | -------- | --------- |
| 1    | 37 | Bertrand Gachot       | Onyx-Ford       | 1:11.506 | —         |
| 2    | 17 | Nicola Larini         | Osella-Ford     | 1:11.766 | + 0.260   |
| 3    | 8  | Stefano Modena        | Brabham-Judd    | 1:11.809 | + 0.303   |
| 4    | 7  | Martin Brundle        | Brabham-Judd    | 1:12.021 | + 0.515   |
| 5    | 36 | Stefan Johansson      | Onyx-Ford       | 1:12.248 | + 0.742   |
| 6    | 21 | Alex Caffi            | Dallara-Ford    | 1.12.501 | + 0.995   |
| 7    | 33 | Gregor Foitek         | EuroBrun-Judd   | 1:13.128 | + 1.622   |
| 8    | 18 | Piercarlo Ghinzani    | Osella-Ford     | 1:13.429 | + 1.923   |
| 9    | 41 | Yannick Dalmas        | AGS-Ford        | 1:13.720 | + 2.214   |
| 10   | 34 | Bernd Schneider       | Zakspeed-Yamaha | 1:14.124 | + 2.618   |
| 11   | 32 | Pierre-Henri Raphanel | Coloni-Ford     | 1:14.206 | + 2.700   |
| 12   | 35 | Aguri Suzuki          | Zakspeed-Yamaha | 1:14.266 | + 2.760   |
| 13   | 39 | Volker Weidler        | Rial-Ford       | 1:15.096 | + 3.590   |

### Treinos classificatórios
| Pos.    | N.º | Piloto             | Construtor       | Q1       | Q2       | Grid    |
| ------- | --- | ------------------ | ---------------- | -------- | -------- | ------- |
| 1       | 1   | Ayrton Senna       | McLaren-Honda    | 1:09.124 | 1:09.099 | —       |
| 2       | 2   | Alain Prost        | McLaren-Honda    | 1:10.156 | 1:09.266 | + 0.167 |
| 3       | 27  | Nigel Mansell      | Ferrari          | 1:09.488 | 1:10.279 | + 0.389 |
| 4       | 28  | Gerhard Berger     | Ferrari          | 1:09.855 | 1:10.130 | + 0.756 |
| 5       | 6   | Riccardo Patrese   | Williams-Renault | 1:09.865 | 1:09.963 | + 0.766 |
| 6       | 15  | Maurício Gugelmin  | March-Judd       | 1:10.336 | 1:12.665 | + 1.237 |
| 7       | 5   | Thierry Boutsen    | Williams-Renault | 1:10.376 | 1:10.771 | + 1.277 |
| 8       | 16  | Ivan Capelli       | March-Judd       | 1:10.650 | 1:11.544 | + 1.551 |
| 9       | 19  | Alessandro Nannini | Benetton-Ford    | 1:11.034 | 1:10.798 | + 1.699 |
| 10      | 11  | Nelson Piquet      | Lotus-Judd       | 1:11.589 | 1:10.925 | + 1.826 |
| 11      | 23  | Pierluigi Martini  | Minardi-Ford     | 1:11.368 | 1:11.582 | + 2.269 |
| 12      | 30  | Philippe Alliot    | Lola-Lamborghini | 1:11.541 | 1:12.408 | + 2.442 |
| 13      | 29  | Eric Bernard       | Lola-Lamborghini | 1:12.193 | 1:11.687 | + 2.588 |
| 14      | 8   | Stefano Modena     | Brabham-Judd     | 1:12.262 | 1:11.755 | + 2.656 |
| 15      | 24  | Luis Pérez-Sala    | Minardi-Ford     | 1:11.955 | 1:11.826 | + 2.727 |
| 16      | 12  | Satoru Nakajima    | Lotus-Judd       | 1:12.326 | 1:11.960 | + 2.861 |
| 17      | 17  | Nicola Larini      | Osella-Ford      | 1:12.061 | 1:12.395 | + 2.962 |
| 18      | 3   | Jonathan Palmer    | Tyrrell-Ford     | 1:12.070 | 1:12.157 | + 2.971 |
| 19      | 9   | Derek Warwick      | Arrows-Ford      | 1:12.295 | 1:12.208 | + 3.109 |
| 20      | 7   | Martin Brundle     | Brabham-Judd     | 1:12.616 | 1:12.327 | + 3.228 |
| 21      | 37  | Bertrand Gachot    | Onyx-Ford        | 1:12.329 | 1:12.928 | + 3.230 |
| 22      | 4   | Jean Alesi         | Tyrrell-Ford     | 1:12.994 | 1:12.341 | + 3.242 |
| 23      | 31  | Roberto Moreno     | Coloni-Ford      | 1:12.680 | 1:12.412 | + 3.313 |
| 24      | 26  | Olivier Grouillard | Ligier-Ford      | 1:12.853 | 1:12.605 | + 3.506 |
| 25      | 22  | Andrea de Cesaris  | Dallara-Ford     | 1:13.335 | 1:12.904 | + 3.805 |
| 26      | 20  | Emanuele Pirro     | Benetton-Ford    | 1:13.233 | 1:13.148 | + 4.049 |
| 27      | 25  | René Arnoux        | Ligier-Ford      | 1:13.240 | 1:13.550 | + 4.141 |
| 28      | 10  | Eddie Cheever      | Arrows-Ford      | 1:13.655 | 1:13.386 | + 4.287 |
| 29      | 40  | Gabriele Tarquini  | AGS-Ford         | 1:13.496 | 1:13.997 | + 4.397 |
| 30      | 38  | Christian Danner   | Rial-Ford        | 1:15.387 | 1:15.394 | + 6.288 |
| Fontes: |     |                    |                  |          |          |         |

### Corrida
| Pos.    | N.º | Piloto                | Construtor       | Voltas | Tempo/Diferença | Grid | Pontos |
| ------- | --- | --------------------- | ---------------- | ------ | --------------- | ---- | ------ |
| 1       | 2   | Alain Prost           | McLaren-Honda    | 64     | 1:19:22.131     | 2    | 9      |
| 2       | 27  | Nigel Mansell         | Ferrari          | 64     | + 19.369        | 3    | 6      |
| 3       | 19  | Alessandro Nannini    | Benetton-Ford    | 64     | + 48.019        | 9    | 4      |
| 4       | 11  | Nelson Piquet         | Lotus-Judd       | 64     | + 1:06.735      | 10   | 3      |
| 5       | 23  | Pierluigi Martini     | Minardi-Ford     | 63     | + 1 volta       | 11   | 2      |
| 6       | 24  | Luis Pérez-Sala       | Minardi-Ford     | 63     | + 1 volta       | 15   | 1      |
| 7       | 26  | Olivier Grouillard    | Ligier-Ford      | 63     | + 1 volta       | 24   |        |
| 8       | 12  | Satoru Nakajima       | Lotus-Judd       | 63     | + 1 volta       | 16   |        |
| 9       | 9   | Derek Warwick         | Arrows-Ford      | 62     | + 2 voltas      | 19   |        |
| 10      | 5   | Thierry Boutsen       | Williams-Renault | 62     | + 2 voltas      | 7    |        |
| 11      | 20  | Emanuele Pirro        | Benetton-Ford    | 62     | + 2 voltas      | 26   |        |
| 12      | 37  | Bertrand Gachot       | Onyx-Ford        | 62     | + 2 voltas      | 21   |        |
| Ret     | 15  | Maurício Gugelmin     | March-Judd       | 54     | Câmbio          | 6    |        |
| Ret     | 7   | Martin Brundle        | Brabham-Judd     | 49     | Motor           | 20   |        |
| Ret     | 28  | Gerhard Berger        | Ferrari          | 49     | Câmbio          | 4    |        |
| Ret     | 29  | Eric Bernard          | Lola-Lamborghini | 46     | Motor           | 13   |        |
| Ret     | 30  | Philippe Alliot       | Lola-Lamborghini | 39     | Motor           | 12   |        |
| Ret     | 3   | Jonathan Palmer       | Tyrrell-Ford     | 32     | Acidente        | 18   |        |
| Ret     | 8   | Stefano Modena        | Brabham-Judd     | 31     | Motor           | 14   |        |
| Ret     | 4   | Jean Alesi            | Tyrrell-Ford     | 28     | Rodou           | 22   |        |
| Ret     | 17  | Nicola Larini         | Osella-Ford      | 23     | Handling        | 17   |        |
| Ret     | 6   | Riccardo Patrese      | Williams-Renault | 19     | Radiador        | 5    |        |
| Ret     | 16  | Ivan Capelli          | March-Judd       | 15     | Transmissão     | 8    |        |
| Ret     | 22  | Andrea de Cesaris     | Dallara-Ford     | 14     | Motor           | 25   |        |
| Ret     | 1   | Ayrton Senna          | McLaren-Honda    | 11     | Câmbio          | 1    |        |
| Ret     | 31  | Roberto Moreno        | Coloni-Ford      | 2      | Câmbio          | 23   |        |
| DNQ     | 25  | René Arnoux           | Ligier-Ford      |        |                 |      |        |
| DNQ     | 10  | Eddie Cheever         | Arrows-Ford      |        |                 |      |        |
| DNQ     | 40  | Gabriele Tarquini     | AGS-Ford         |        |                 |      |        |
| DNQ     | 38  | Christian Danner      | Rial-Ford        |        |                 |      |        |
| DNPQ    | 36  | Stefan Johansson      | Onyx-Ford        |        |                 |      |        |
| DNPQ    | 21  | Alex Caffi            | Dallara-Ford     |        |                 |      |        |
| DNPQ    | 33  | Gregor Foitek         | EuroBrun-Judd    |        |                 |      |        |
| DNPQ    | 18  | Piercarlo Ghinzani    | Osella-Ford      |        |                 |      |        |
| DNPQ    | 41  | Yannick Dalmas        | AGS-Ford         |        |                 |      |        |
| DNPQ    | 34  | Bernd Schneider       | Zakspeed-Yamaha  |        |                 |      |        |
| DNPQ    | 32  | Pierre-Henri Raphanel | Coloni-Ford      |        |                 |      |        |
| DNPQ    | 35  | Aguri Suzuki          | Zakspeed-Yamaha  |        |                 |      |        |
| DNPQ    | 39  | Volker Weidler        | Rial-Ford        |        |                 |      |        |
| Fontes: |     |                       |                  |        |                 |      |        |

## Tabela do campeonato após a prova
| Pos.    | Piloto           | Pontos |
| ------- | ---------------- | ------ |
| 1       | Alain Prost      | 47     |
| 2       | Ayrton Senna     | 27     |
| 3       | Riccardo Patrese | 22     |
| 4       | Nigel Mansell    | 21     |
| 5       | Thierry Boutsen  | 13     |
| Fontes: |                  |        |

| Pos.    | Construtor       | Pontos |
| ------- | ---------------- | ------ |
| 1       | McLaren-Honda    | 74     |
| 2       | Williams-Renault | 35     |
| 3       | Ferrari          | 21     |
| 4       | Benetton-Ford    | 17     |
| 5       | Tyrrell-Ford     | 10     |
| Fontes: |                  |        |

- Nota: Somente as primeiras cinco posições estão listadas. Entre 1981 e 1990 cada piloto podia computar onze resultados válidos por temporada não havendo descartes no mundial de construtores.